# Tom Clancy’s H.A.W.X
Tom Clancy’s H.A.W.X – komputerowa gra zręcznościowa wyprodukowana przez Ubisoft Romania i wydana przez Ubisoft na platformy Microsoft Windows, Xbox 360, PlayStation 3, Android i iOS. W Stanach Zjednoczonych została wydana 6 marca 2009 roku. Ogłoszono także wersję na konsolę Wii, lecz ją anulowano. W sierpniu 2010 roku została wydana jej kontynuacja o nazwie Tom Clancy’s H.A.W.X. 2 na konsole Xbox 360 i PlayStation 3. Wersje na PC i Wii zostały wydane w listopadzie 2010 r.
Fabuła gry toczy się w czasie historii z gry Tom Clancy’s Ghost Recon Advanced Warfighter. H.A.W.X rozgrywa się w niedalekiej przyszłości, gdzie prywatne firmy wojskowe zastąpiły armie krajowe w wielu państwach. Gracz wciela się w Davida Crenshawa – byłego elitarnego pilota wojskowego, który został zatrudniony przez jedną z takich firm. Później Crenshaw wraz ze swoim zespołem wraca do Sił Powietrznych Stanów Zjednoczonych, aby zapobiec wymierzonemu w Stany Zjednoczone atakowi terrorystycznemu, który chce przeprowadzić firma wojskowa, w której pracował.
Demo gry na Xboksa 360 zostało wydane 11 lutego 2009, na PlayStation 3 – 27 lutego 2009, a na Microsoft Windows – 2 marca 2009. Gra została różnie oceniona przez recenzentów.

## Oceny
- 7/10 – gry-online.pl
- 90/100 – Technopolis na polityka.pl
- 70/100 – playpc.pl
- 8+/10 – CD-Action nr 1(2009)